# Вильнёв-сюр-Эн (кантон)
Вильнёв-сюр-Эн (фр. Villeneuve-sur-Aisne) (до 2019 года назывался Гиньикур (фр. Guignicourt)) — кантон во Франции, находится в регионе О-де-Франс, департамент Эна. Входит в состав округа Лан.

## История
Кантон образован в результате реформы 2015 года. В него вошли упраздненные кантоны Нёшатель-сюр-Эн, Сисон и частично Краон.
С 2015 года состав кантона неоднократно менялся: с 1 января 2017 года коммуна Жерникур перешла в департамент Марна; 1 января 2019 года коммуны Гиньикур и Менвиль образовали новую коммуну Вильнёв-сюр-Эн, ставшую центром кантона.

## Состав кантона с 1 января 2019 года
В состав кантона входят коммуны (население по данным Национального института статистики Архивная копия от 7 ноября 2021 на Wayback Machine за 2018 г.):
- Агилькур — население 381 чел.
- Амифонтен — население 395 чел.
- Берьё — население 188 чел.
- Берри-о-Бак — население 672 чел.
- Бертрикур — население 156 чел.
- Бонкур — население 258 чел.
- Борьё — население 851 чел.
- Брей-ан-Ланнуа — население 195 чел.
- Буконвиль-Воклер — население 189 чел.
- Бург-э-Комен — население 816 чел.
- Буффиньерё — население 100 чел.
- Бюси-ле-Пьерпон — население 406 чел.
- Вандрес-Бон — население 99 чел.
- Варикур — население 204 чел.
- Вассонь — население 88 чел.
- Вильнёв-сюр-Эн — население 2 722 чел.
- Гийянкур — население 257 чел.
- Гудланкур-ле-Берьё — население 57 чел.
- Гудланкур-ле-Пьерпон — население 135 чел.
- Жизи — население 667 чел.
- Жювенкур-э-Дамари — население 607 чел.
- Жюминьи — население 65 чел.
- Конде-сюр-Сюип — население 290 чел.
- Консеврё — население 273 чел.
- Корбени — население 834 чел.
- Краон — население 83 чел.
- Краонель — население 116 чел.
- Куртризи-э-Фюссиньи — население 69 чел.
- Куси-лез-Эп — население 626 чел.
- Кюири-ле-Шодард — население 74 чел.
- Кюисси-э-Жени — население 71 чел.
- Ла-Виль-о-Буа-ле-Понтавер — население 146 чел.
- Ла-Мальмезон — население 408 чел.
- Ла-Сельв — население 214 чел.
- Лапьон — население 265 чел.
- Лор — население 139 чел.
- Льес-Нотр-Дам — население 1 292 чел.
- Марше — население 420 чел.
- Машкур — население 121 чел.
- Мези — население 403 чел.
- Мёриваль — население 53 чел.
- Мисси-ле-Пьерпон — население 107 чел.
- Монтегю — население 763 чел.
- Мореньи-ан-Эй — население 415 чел.
- Мулен — население 77 чел.
- Мусси-Вернёй — население 120 чел.
- Мюскур — население 49 чел.
- Нёвиль-сюр-Элет — население 110 чел.
- Нёшатель-сюр-Эн — население 422 чел.
- Низи-ле-Конт — население 244 чел.
- Обиньи-ан-Ланнуа — население 105 чел.
- Оренвиль — население 501 чел.
- Панси-Курткон — население 54 чел.
- Парньян — население 71 чел.
- Песси — население 76 чел.
- Пиньикур — население 197 чел.
- Плуайяр-э-Ворсен — население 21 чел.
- Понтавер — население 608 чел.
- Провизё-э-Пленуа — население 123 чел.
- Пруве — население 326 чел.
- Руси — население 394 чел.
- Сен-Тома — население 78 чел.
- Сент-Круа — население 133 чел.
- Сент-Прёв — население 81 чел.
- Сент-Эрм-Утр-э-Рамекур — население 1 722 чел.
- Сиссон — население 2 034 чел.
- Трюси — население 144 чел.
- Ульш-ла-Валле-Фулон — население 85 чел.
- Шевреньи — население 185 чел.
- Шермизи-Ай — население 106 чел.
- Шивр-ан-Ланнуа — население 355 чел.
- Шодард — население 88 чел.
- Эбуло — население 197 чел.
- Эверньикур — население 558 чел.
- Эзель — население 123 чел.
- Эйи — население 290 чел.

## Политика
На президентских выборах 2022 г. жители кантона отдали в 1-м туре Марин Ле Пен 43,1 % голосов против 22,1 % у Эмманюэля Макрона и 12,2 % у Жана-Люка Меланшона; во 2-м туре в кантоне победила Ле Пен, получившая 61,9 % голосов. (2017 год. 1 тур: Марин Ле Пен – 38,3 %, Эмманюэль Макрон – 17,1 %, Франсуа Фийон – 16,6 %, Жан-Люк Меланшон – 14,0 %; 2 тур: Ле Пен – 54,7 %. 2012 год. 1 тур: Марин Ле Пен — 26,7 %, Франсуа Олланд — 25,8 %, Николя Саркози — 25,2 %; 2 тур: Олланд — 51,1 %).
С 2021 года кантон в Совете департамента Эна представляют Корали Вене (Coralie Venet) и первый вице-мэр коммуны Агилькур Поль Мужно (Paul Mougenot) (оба — Разные правые).
|                | Кандидаты                   | Партия                   | Первый тур | Первый тур     | Второй тур | Второй тур |
| Кол-во голосов | Кандидаты                   | Партия                   | % голосов  | Кол-во голосов | % голосов  |            |
| -------------- | --------------------------- | ------------------------ | ---------- | -------------- | ---------- | ---------- |
|                | Корали Вене Поль Мужно      | Разные правые            | 2 142      | 31,18          | 4 379      | 65,44      |
|                | Вивьян Ваксен Николя Оливье | Национальное объединение | 1 975      | 28,75          | 2 313      | 34,56      |
|                | Мартин Брико Ален Лорен     | Разные центристы         | 1 776      | 25,85          |            |            |
|                | Бенуа Бюври Фатима Кобзили  | Разные левые             | 977        | 14,22          |            |            |

|                | Кандидаты                           | Партия                  | Первый тур | Первый тур     | Второй тур | Второй тур |
| Кол-во голосов | Кандидаты                           | Партия                  | % голосов  | Кол-во голосов | % голосов  |            |
| -------------- | ----------------------------------- | ----------------------- | ---------- | -------------- | ---------- | ---------- |
|                | Бернадет Ваннобель Филипп Тиммерман | Правый блок             | 3 046      | 31,45          | 5 130      | 55,12      |
|                | Симона Агутен Жан-Марк Муати        | Национальный фронт      | 3 650      | 37,69          | 4 131      | 44,39      |
|                | Мартин Брико Пьер-Мари Лебе         | Левый блок              | 2 505      | 25,86          | 46         | 0,49       |
|                | Жюльен Дальпере Моник Фулар-Ренар   | Коммунистическая партия | 484        | 5,00           |            |            |